# Meridiano 28 W
O meridiano 28 W é um meridiano que, partindo do Polo Norte, atravessa o Oceano Ártico, Gronelândia, Oceano Atlântico, os Açores, Oceano Antártico, Antártida e chega ao Polo Sul. Forma um círculo máximo com o Meridiano 152 E.
Este meridiano define o limite oriental da Antártida Brasileira, a reivindicação do Brasil na Antárctida.
Começando no Polo Norte, o meridiano 28 Oeste tem os seguintes cruzamentos:
| País, território ou mar | Notas |
| ----------------------- | --- |
| Oceano Ártico           | |
| Gronelândia             | |
| Oceano Atlântico        | |
| Portugal                | Ilha Graciosa e Ilha de São Jorge, Açores                                                                              |
| Oceano Atlântico        | Passa a leste da Ilha do Pico, Açores, Portugal · Passa a leste da Ilha Leskov, Ilhas Geórgia do Sul e Sandwich do Sul |
| Oceano Antártico        | |
| Antártida               | Território reclamado pela Argentina (Antártida Argentina) e pelo Reino Unido (Território Antártico Britânico)          |